# Македоникон Вима (1928)
 Тази статия е за леринския вестник.  За кожанския вижте Македоникон Вима (1930 – 1941).  
„Македоникон Вима“ (на гръцки: «Μακεδονικόν Βήμα», в превод Македонска трибуна) е гръцки вестник, издаван в град Лерин (Флорина), Гърция в 1928 година.

## История
Вестникът започва да излиза в 1928 година. Негов издател е Георгиос Теодору Модис. Вестникът спира да излиза след няколко месеца поради тежката конкуренция.